# Carl Richard Montag
Carl Richard Montag (* 26. Juli 1929 in Freienohl, Sauerland) ist Architekt und Ingenieur, sowie Gründer der gemeinnützigen Montag Stiftungen. Sein Vermögen geht zurück auf seine berufliche Tätigkeit als Bauunternehmer.

## Leben
Carl Richard Montag ist stark geprägt von der Erfahrung der Diktatur und dem Zusammenbruch des „Dritten Reiches“. Die Erlebnisse während seiner Jugendzeit haben entscheidend zu seinem freiheitlich-demokratischen Grundverständnis beigetragen. Der Krieg hatte die Aufnahme eines Stipendiums an der Hochschule für die bildende Künste in Berlin verhindert, das er 1943 als Preisträger eines „Musischen Wettbewerbs“ erhalten hatte. Von 1946 bis 1949 setzte er zunächst seine künstlerische Karriere fort und besuchte Lehrveranstaltungen an der Werkschule Münster. 1950 übernahm er den väterlichen Handwerksbetrieb und wurde zu einem erfolgreichen Unternehmer. 1955 heiratete er Elisabeth Hano, die 1989 verstarb.
Ihrem Gedenken ist die erste Stiftung gewidmet – die Montag Stiftung Kunst und Gesellschaft (ehemals Elisabeth Montag Stiftung), der vier weitere Stiftungen folgten.
Später lebte Carl Richard Montag mit seiner kunst- und kulturinteressierten zweiten Ehefrau Hella Montag-Michalik, die im April 2024 verstarb, in Bonn und Menaggio am Comer See.

## Wirken
Durch Carl Richard Montags unternehmerische Initiativen als Bauherr und Generalplaner entstanden eine Vielzahl großer Bauvorhaben in der Bundesrepublik, wie etwa die Arbeitsämter in Hannover, Bochum, Essen, Hagen und Halberstadt. Das umfangreichste Bauvorhaben war der T-Mobile Campus mit seinen 5.000 Arbeitsplätzen in Bonn.

## Stiftungen
Carl Richard Montag gründete vier Stiftungen, die ihren Sitz in Bonn haben.
- Montag Stiftung Kunst und Gesellschaft (1992)
- Montag Stiftung Jugend und Gesellschaft (1998)
- Carl Richard Montag Förderstiftung (2005)
- Montag Stiftung Urbane Räume (2005)
- Montag Stiftung Denkwerkstatt (2020)

Für die Arbeit der drei gemeinnützigen, operativen Stiftungen hat Carl Richard Montag nahezu sein komplettes Vermögen zur Verfügung gestellt. Es wird von der 2005 eigens gegründeten Carl Richard Montag Förderstiftung verwaltet und soll nach dem Willen des Stifters dafür eingesetzt werden, an der Entwicklung einer Gesellschaft mitzuwirken, in der alle Menschen gleichermaßen die Chance haben, von den materiellen und immateriellen Gütern zu profitieren. Dieser Anspruch der Montag-Stiftungen findet seinen Ausdruck in dem Leitmotiv: „Handeln und Gestalten in sozialer Verantwortung“.

## Auszeichnungen
- 2007 wurde er von NRW-Schulministerin Barbara Sommer für sein Engagement für Kinder und Jugendliche geehrt.
- 2009 erhielt er den Verdienstorden des Landes Nordrhein-Westfalen für sein Wirken als Stifter.[1]

## Schriften
- Carl Richard Montag: Was bleibt. Autobiografie Wuppertal 2011, ISBN 978-3-928766-98-2
- Carl Richard Montag: Der andere Weg. Wuppertal 2005, ISBN 3-928766-70-8
- Carl Richard Montag: Architektur und pädagogische Konzeption müssen einander beeinflussen. In: Betonprisma, 44. Jahrgang 2008, Heft 86.